# Sully-la-Chapelle
Sully-la-Chapelle település Franciaországban, Loiret megyében. Lakosainak száma 453 fő (2022. január 1.). Sully-la-Chapelle Chilleurs-aux-Bois, Fay-aux-Loges, Ingrannes, Loury, Traînou és Vitry-aux-Loges községekkel határos.

## Népesség
A település népessége az elmúlt években az alábbi módon változott:
| Lakosok száma | 285  | 259  | 290  | 367  | 416  | 412  | 431  | 450  | 451  | 453  |
|               | 1968 | 1982 | 1990 | 2006 | 2013 | 2015 | 2017 | 2019 | 2020 | 2022 |